# Dzmitry Dziatsuk
Dzmitry Dziatsuk (né le 9 avril 1985) est un athlète biélorusse, spécialiste du triple saut.
Son meilleur saut est de 16,91 m à Minsk en mai 2009, mais il a sauté en salle 16,96 m à Turin le 6 mars 2009.

## Palmarès
| Date | Compétition                    | Lieu           | Résultat | Marque  |
| ---- | ------------------------------ | -------------- | -------- | ------- |
| 2003 | Championnats d’Europe juniors  | Tampere        | 2e       | 16,13 m |
| 2009 | Championnats d’Europe en salle | Turin          | 5e       | 16,88 m |
| 2011 | Championnats d’Europe en salle | Paris          | 7e       | 16,27 m |
| 2011 | Jeux mondiaux militaires       | Rio de Janeiro | 3e       | 16,38 m |

## Records
| Épreuve     | Épreuve   | Marque  | Lieu  | Date        |
| ----------- | --------- | ------- | ----- | ----------- |
| Triple saut | Plein air | 16,91 m | Minsk | 29 mai 2009 |
| Triple saut | En salle  | 16,96 m | Turin | 6 mars 2009 |